# Revolta do Grelo
Revolta do Grelo é o nome pelo qual ficaram conhecidos os vários tumultos originados em Coimbra, em 1903, aquando da cobrança de imposto de selo aos vendedores ambulantes do mercado da cidade. Com a população a apedrejar edifícios públicos e mesmo casas particulares, o chefe do governo, Hintze Ribeiro, declara o estado de sítio e coloca Coimbra sob comando militar. Dos confrontos com as forças da autoridade que se seguiram resultaram alguns mortos e vários feridos.
Logo em 1904, o militante anarquista João Campos Lima definia a revolta como uma greve geral.